# 森川清治郎

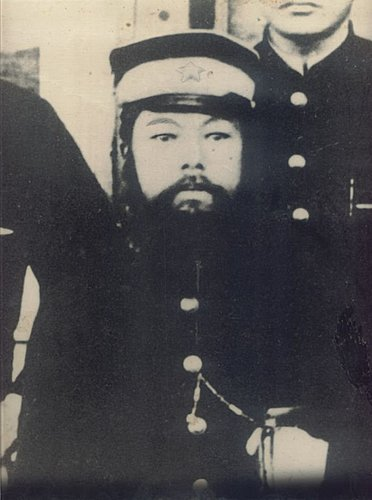

森川 清治郎（もりかわ せいじろう、1861年（文久元年） - 1902年（明治35年）4月7日）は、日本の警察官。日本統治時代の台湾で住民のため税の減免を願い出て台湾総督府との間で板挟みになって自決し、赴任地であった嘉義県東石郷副瀬村の霊廟「富安宮」で「義愛公」として現在に至るまで祀られている。俗称「日本王爺」。

## 生前
1861年、横浜市中区紅梅町（現・神奈川県横浜市西区戸部本町）の農家の息子として生を受けた。日本にて警察官としての業務をこなしていた。
日清戦争終結2年後の1897年、台湾が日本の統治下になったのをきっかけに渡台し、台南県下の大坵田西堡副瀨庄（現・嘉義県東石郷副瀬村）の派出所勤務となった。劣悪な治安情勢の中、粉骨砕身の思いで任務を続ける傍ら、寺子屋を開き、日本より教科書を取り寄せて住民に読み書きを指導した。農業も指導したほか、コレラやマラリアが蔓延していた現地の衛生状態を改善するために排水溝を作るなど衛生教育にも熱心であった。こうしたことから、近隣住民からは「大人」と慕われるようになった。
1902年、台湾総督府は新たに制定した漁業税の徴収を開始した。村は半農半漁であったが、これを聞いた森川は「貧しい村民に支払いは無理」と考え、地方官庁へ出向いて税の減免を嘆願した。しかし、当時の官庁の責任者は「警官でありながら、村民を扇動するつもりか」と叱りつけた上、森川を戒告処分に処した。森川は無力感にさいなまれて村民にこのことを詫びると、数日後の同年4月7日、朝の巡回を終えた後に火縄銃の引き金に足の指をかけて喉から頭部を打ち抜き自殺した。銃声を聞いて駆け付けた住民は泣いたという。

## 死後（義愛公）
森川の死後の1923年、副瀬村近隣に感染症（脳脊髄膜炎またはコレラ脳炎など）が流行した。当時の保正（村長）であった李九は、夢枕に森川が警察官の服装で現れ、「環境衛生に心がけ、飲食に注意し、生水、生ものを口にせぬこと」というお告げの内容を村民に告げた。村民がこれを守ったところ、伝染病の流行を免れることができた。生前の森川が衛生に特に熱心であった影響と思われる。
そして「森川巡査の義と愛に感謝して」と義愛公（ぎあいこう）の尊称をつけられた森川の御神体が造られて長く愛されるようになった。21世紀現在、森川家は絶えてしまい、日本からは姻戚の兜木家の者がたまに参拝しているが、地元での信仰は篤く、分霊も行われている。